# Ängelsgöl
Ängelsgöl är en sjö i Oskarshamns kommun i Småland och ingår i Viråns huvudavrinningsområde. Ängelsgöl ligger i Viråns vattensystem Natura 2000-område.